# Cliëntenbeweging
De cliëntenbeweging is een sociale beweging waarin (ex-)patiënten van de geestelijke gezondheidszorg zich inzetten voor meer zeggenschap, betere zorg en maatschappelijke acceptatie van mensen die psychiatrisch cliënt zijn of zijn geweest. De beweging werkt aan het doorbreken van taboes, het verbeteren van de rechten van cliënten en betere behandeling in de zorg.

## Geschiedenis

### Vroege vormen van activisme
De eerste geschriften en protesten tegen de manier waarop de psychiatrie omging met cliënten ontstonden in de negentiende eeuw. Voorbeelden daarvan zijn: Johanna Stuten-Te Gempt uit Nederland, Elizabeth Packard uit de Verenigde Staten, John Thomas Perceval uit het Verenigd Koninkrijk en Daniël Paul Schreber uit Duitsland. Zij schreven allen over hun ervaring als patiënt in een psychiatrische kliniek en streden voor een betere en rechtvaardiger behandeling van ‘krankzinnigen’. John Thomas Perceval richtte de Alleged Lunatics Friends Society met een aantal andere mensen op. Schrijfster Fré Domisse schreef in 1927 het autobiografische boek Krankzinnigen waarin ze op schokkende wijze haar jarenlange opname in een krankzinnigengesticht en het onbegrip waarop ze stuitte beschreef. Het boek werd later veel gebruikt in verpleegopleidingen.

### Tweede helft van de 20ste eeuw
De hedendaagse cliëntenbeweging in Nederland ontstond in de jaren '60 en begin jaren '70, mede als reactie op de gevestigde psychiatrische zorg en de maatschappelijke positie van psychiatrische patiënten. In deze periode kwamen steeds meer ex-patiënten en hun naasten in verzet tegen de autoritaire houding van de geestelijke gezondheidszorg en de manier waarop patiënten werden behandeld en gestigmatiseerd.
Een belangrijke mijlpaal was de oprichting van Stichting Pandora in 1964, gericht op het verbeteren van de beeldvorming over psychiatrische patiënten. De beweging kreeg echt vorm in de jaren '70, toen patiënten en hun naasten zich organiseerden in collectieven en belangenorganisaties, zoals de Cliëntenbond, opgericht in 1971. Deze organisaties pleitten voor meer zeggenschap van patiënten en verbeterde zorgomstandigheden.
De cliëntenbeweging werd sterk beïnvloed door de bredere maatschappelijke veranderingen van de jaren '60 en '70, waaronder de antipsychiatrie en de opkomst van nieuwe vormen van hulpverlening. In Nederland werd de beweging ook geïnspireerd door internationale ontwikkelingen, zoals de acties van het Sozialistisches Patientenkollektiv (SPK) in Duitsland.
Er vormden zich in ggz-instellingen patiënten- of cliëntenraden. In 1980 werd de Landelijke Patiëntenraden opgericht, de LPR. In 1996 kreeg medezeggenschap voor cliënten in de ggz een wettelijke basis met de Wet medezeggenschap cliënten zorginstellingen. De cliëntenbeweging weet onder andere de invoering van de Wet BOPZ jaren te vertragen en de Stichting PVP van de grond te krijgen.

### Wegloophuizen
Begin jaren 1980 bestonden er 'wegloophuizen psychiatrie' in Utrecht, Haarlem, Amsterdam, Arnhem, Groningen, Den Haag, 's-Hertogenbosch, Rotterdam en Venray. Deze huizen waren geïnspireerd door het gedachtegoed van de antipsychiatrie. Ze waren bedoeld als toevluchtsoord voor mensen die het oneens waren met de manier waarop ze in de reguliere psychiatrie werden behandeld, en boden hun een kans om letterlijk uit de inrichting weg te lopen.

### Herstelbeweging
De herstelbeweging ontstond in de jaren 1980 en 1990, met wortels in de Verenigde Staten, waar mensen met ervaring als cliënt in de psychiatrie begonnen te pleiten voor een meer persoonsgerichte benadering van geestelijke gezondheidszorg. De beweging werd geïnspireerd door de ervaringen van mensen die herstel vonden buiten de traditionele psychiatrische zorg, zoals Judi Chamberlin en Patricia Deegan, die belangrijke pioniers waren. In Nederland begon de herstelbeweging voet aan de grond te krijgen in de jaren '90, mede door de inzet van ervaringsdeskundigen zoals Wilma Boevink, die herstel, empowerment en ervaringsdeskundigheid actief promootten binnen de ggz. De herstelbeweging legt meer nadruk op het individuele herstelproces van cliënten, waarbij het gaat om het vinden van betekenis, zelfontplooiing en controle over het eigen leven. Deze beweging benadrukt persoonlijke groei en welzijn boven klinische genezing, en heeft een specifieke focus op het creëren van herstelondersteunende zorg.

### Belangenbehartiging op basis van diagnose
In 1987 wordt de Stichting Manisch Depressieven en Betrokkenen opgericht (Vereniging Plusminus). Anoiksis, vereniging voor en door psychosegevoelige mensen, werd in 1993 opgericht. Vanaf eind jaren 1980 is er een opkomst van categorale - op één specifieke ziekte gerichte - organisaties. De ledenaantallen van deze organisaties lopen soms in de duizenden. Deze organisaties hebben een andere aanpak dan de cliëntenbeweging tot dan toe. De nieuwkomers heropenen het gesprek met behandelaars, de discussie over medicijngebruik krijgt een nieuwe dimensie en ook de dwang- en drangdiscussies verlopen minder zwart-wit dan voorheen.

### Mad Pride
In de jaren 90 ontstonden er internationaal Mad Pride-bewegingen. Mad Pride is een beweging van cliënten en ex-cliënten en hun bondgenoten. Mad Pride-activisten zien waanzin en gekte als een positieve identiteit en proberen termen als "gek" in het Nederlands en "nutter", "mad" en "psycho" in het Engels als geuzennamen in gebruik te nemen. In Nederland werd de eerste Mad Pride-dag in 2017 georganiseerd.

## Huidige cliëntenbeweging
De grootste landelijke cliëntenorganisatie is Mind Platform. Daarnaast zijn er tientallen categorale organisaties, een groot gedeelte daarvan is aangesloten bij Mind Platform. Vanuit de herstelbeweging zijn er herstelacademies en zelfregiecentra ontstaan, plekken - geleid door mensen die zelf ervaring hebben als cliënt in de psychiatrie - waar mensen cursussen kunnen volgen, vrijwilligerswerk kunnen doen en inlopen. Tot 2023 was de actiegroep Tekeer tegen de Isoleer! van Jolijn Santegoeds, Stichting Mindrights actief. Ze was daarnaast ook Europees bestuurslid bij het European Network of Ex/Users and Survivors of Psychiatry. In januari 2020 startte Lotte C. Bouwman met Lijm de Zorg een sit-in actie voor het ministerie van VWS tegen de wachtlijsten in de ggz. Jason Bhugwandass publiceerde op 5 maart 2024 het rapport Eenzaam gesloten. Onderzoek naar de ervaringen van jongeren met ZIKOS.

## Belangrijke personen
Nederland: Corrie van Eijk-Osterholt, Jolijn Santegoeds, Hans van der Wilk, Heinz Mölders, Edo Paardekoper Overman, Wilma Boevink,
Noord-Amerika: Judi Chamberlin, Patricia Deegan

## Belangrijke organisaties
Opgeheven organisaties: Stichting Pandora, Cliëntenbond, LPGGZ, LPR
Bestaande organisaties: Basisberaad Rotterdam, LOC, Mind, Stichting Weerklank, Steunpunt GGZ Utrecht, Mad Pride Nederland, Stichting PVP, World Network of Users and Survivors of Psychiatry (WNUSP), Deviant, tijdschrijft tussen psychiatrie en maatschappij,

## Thema's en begrippen
Crisiskaart, vrouwenhulpverlening, ervaringsdeskundigheid, naastenbeweging, neurodiversiteit, VN verdrag inzake de rechten van personen met een handicap, herstelacademie, stemmenhoordersbeweging, autismebeweging